# 기하 불변량 이론 몫
대수기하학에서 기하 불변량 이론 몫(幾何不變量理論몫, 영어: geometric invariant theory [GIT] quotient)은 대수군이 작용하는 대수다양체가 주어졌을 때, 이에 대한 몫을 정의하는 방법이다. 이 경우, 일부 ‘매우 나쁜’ 점들(준안정점이 아닌 점)을 버리게 되며, 또한 일부 ‘조금 나쁜’ 점(안정점이 아닌 준안정점)의 경우 해당 상의 원상이 궤도 전체가 아닐 수 있다.

## 정의

### 아핀 스킴의 경우
다음이 주어졌다고 하자.
- 체 {\displaystyle k}
- {\displaystyle k} 위의 아핀 스킴 {\displaystyle X/\operatorname {Spec} k=\operatorname {Spec} A}
- {\displaystyle k} 위의 대수군 {\displaystyle G/\operatorname {Spec} k}
- 작용 {\displaystyle G\times _{k}X\to X}

그렇다면, {\displaystyle A} 위에는 군의 작용
{\displaystyle G\times A\to A}
{\displaystyle (g.a)(x)=a(g^{-1}.x)}
이 주어진다. 그렇다면, 불변량의 대수
{\displaystyle A^{G}=\{a\in A\colon \forall g\in G\colon g.a=a\}}
를 정의할 수 있다. 이 역시 {\displaystyle k} 위의 가환 결합 대수이다.
그렇다면, {\displaystyle S}의 기하 불변량 이론 몫은 다음과 같다.
{\displaystyle A/\!/G=\operatorname {Spec} (A^{G})}
만약 {\displaystyle A}가 {\displaystyle k} 위의 유한 생성 가환 결합 대수이며, {\displaystyle G}가 가약군이라면, {\displaystyle A^{G}} 역시 {\displaystyle k} 위의 유한 생성 가환 결합 대수이다 (나가타 정리 영어: Nagata’s theorem).

### 일반 스킴의 경우
다음이 주어졌다고 하자.
- 체 {\displaystyle k}
- {\displaystyle k} 위의 유한형 스킴 {\displaystyle X/\operatorname {Spec} k}
- 대수적 선다발 {\displaystyle L\twoheadrightarrow X}
- {\displaystyle k} 위의 대수군 {\displaystyle G/\operatorname {Spec} k}
- 작용 {\displaystyle G\times _{k}X\to X}

그렇다면, 이 데이터의 선형화는 {\displaystyle L} 위의 {\displaystyle G}의 다음과 같은 조건을 만족시키는 작용이다.
- 임의의 {\displaystyle l\in L}에 대하여, {\displaystyle \pi (g.l)=g.\pi (y)}. 즉, 이는 각 올 {\displaystyle L_{x}}에 대하여 사상 {\displaystyle L_{x}\to L_{x}}를 정의한다.
- 또한, 임의의 {\displaystyle x\in X}에 대하여, {\displaystyle G\times _{k}L_{x}\to L_{x}}는 {\displaystyle k}-선형 변환이다.

이 경우, 대수적 선다발 {\displaystyle L}에 대하여 {\displaystyle X}의 기하점(대수적으로 닫힌 체 계수의 유리점)
{\displaystyle \operatorname {Spec} {\bar {K}}\to X}
에 대하여, 만약 다음 조건이 성립한다면, {\displaystyle x}를 준안정점이라고 한다.
- 어떤 양의 정수 {\displaystyle n} 및 {\displaystyle G}-불변 단면 {\displaystyle s\in \Gamma (X,{\mathcal {L}}^{\otimes n})}에 대하여, {\displaystyle s(x)\neq 0}이며 {\displaystyle \{y\in X\colon s(y)\neq 0\}}이 아핀 열린 부분 스킴이다.

만약 위 정의에 추가로 {\displaystyle \{y\in X\colon s(y)\neq 0\}}에서 모든 기하점의 궤도가 자리스키 닫힌집합이라는 조건이 추가로 성립하면 {\displaystyle x}를 안정점이라고 한다.
준안정점들은 열린 부분 스킴
{\displaystyle X^{\operatorname {ss} }\subseteq X}
을 구성한다. 정의에 따라서, 충분히 큰 {\displaystyle N\in \mathbb {N} } 및 {\displaystyle G}-불변 단면
{\displaystyle s_{1},\dotsc ,s_{n}\in \Gamma ({\mathcal {L}}^{\otimes N})}
에 대하여
{\displaystyle \{x\in X\colon s_{i}(x)\neq 0\}\cong \operatorname {Spec} R_{i}}
{\displaystyle \bigcup _{i=1}^{n}\operatorname {Spec} R_{i}=X^{\operatorname {ss} }}
가 된다. 따라서 각 아핀 열린 스킴에 대하여 기하 불변량 이론 몫
{\displaystyle V_{i}=\operatorname {Spec} R_{i}^{G}}
를 정의할 수 있으며, 이들을 짜깁기하여 {\displaystyle k} 위의 유한형 스킴
{\displaystyle X/\!/G}
를 정의할 수 있다. 이를 {\displaystyle X}의 기하 불변량 이론 몫이라고 한다. 이 개념은 사용한 선형화에 의존한다.

## 성질
체 {\displaystyle k} 위의 유한형 스킴 {\displaystyle X} 및 그 위에 작용하는 대수군 {\displaystyle G} 및 선다발 {\displaystyle L} 및 선형화가 주어졌다고 하자. 그렇다면, 안정점으로 구성된 열린 부분 스킴 {\displaystyle X^{\operatorname {s} }} 및 준안정점으로 구성된 열린 부분 스킴 {\displaystyle X^{\operatorname {ss} }}이 존재한다. 이 경우 {\displaystyle X^{\operatorname {s} }}의 경우 몫공간인 스킴 {\displaystyle X^{\operatorname {s} }/G}를 정의할 수 있다. 이 경우 다음과 같은 사상들이 존재한다.
{\displaystyle {\begin{matrix}X^{\operatorname {s} }&\hookrightarrow &X^{\operatorname {ss} }&\hookrightarrow &X\\\downarrow &&\downarrow \\X^{\operatorname {s} }/G&\hookrightarrow &X/\!/G\end{matrix}}}

## 예

### 오비폴드
아핀 스킴 {\displaystyle \mathbb {A} _{K}^{2}=K[x,y]} 위의, 이산군 {\displaystyle \operatorname {Cyc} (2)}(2차 순환군)의 작용
{\displaystyle (x,y)\mapsto (-x,-y)}
을 생각하자. 또한, {\displaystyle \operatorname {char} K\neq 2}라고 하자. 그렇다면,
{\displaystyle {\frac {[K[a,b,c]}{(ac-b^{2})}}\cong K[x,y]^{G}}
{\displaystyle (a,b,c)\mapsto (x^{2},xy,y^{2})}
가 된다. 따라서
{\displaystyle \mathbb {A} _{K}^{2}/\!/\operatorname {Cyc} (2)=\operatorname {Spec} {\frac {[K[a,b,c]}{(ac-b^{2})}}}
는 3차원 아핀 공간 속의 이차 초곡면이다.

### 사영 공간
체 {\displaystyle k}가 주어졌다고 하자.  곱셈군 {\displaystyle K^{\times }}이 사영 공간 {\displaystyle X=\mathbb {P} _{k}^{n}} 위에 다음과 같이 작용한다고 하자.
{\displaystyle \lambda .[x_{0}:x_{1}:\dotsb :x_{n}]=[\lambda ^{-n}x_{0}:\lambda x_{1}:\dotsb :\lambda x_{n}]}
그렇다면, 닫힌 점 {\displaystyle x=[x_{0}:\dotsb :x_{n}]}는 힐베르트-멈퍼드 수치 조건에 의하여 다음과 같이 분류된다.
- 만약 {\displaystyle x_{0}\neq 0}이며 {\displaystyle (x_{1},\dotsc ,x_{n})\neq (0,\dotsc ,0)}이라면, {\displaystyle x}는 안정점이다.
- 만약 {\displaystyle x=[1:0:\dotsb :0]}이라면, {\displaystyle x}는 안정점도, 준안정점도 아니다.
- 만약 {\displaystyle x_{0}=0}이라면, {\displaystyle x}는 안정점도, 준안정점도 아니다.

(이 경우 모든 준안정점은 안정점이다.)
즉, 이 경우 준안정점의 부분 공간은
{\displaystyle X^{\operatorname {ss} }\cong \mathbb {A} _{K}^{n}\setminus \{0\}}
이며, 그 위의 {\displaystyle k^{\times }}의 작용은
{\displaystyle \lambda .(x_{1},\dotsc ,x_{n})=(\lambda x_{1},\dotsc ,\lambda x_{n})}
이다. 따라서 그 기하 불변량 이론 몫은
{\displaystyle X/\!/k^{\times }=\mathbb {P} _{k}^{n-1}}
이다.